# Woodville (Texas)
Woodville è una città degli Stati Uniti d'America, situata nello Stato del Texas, nella Contea di Tyler, della quale è anche il capoluogo.